# Coloradisaurus
Coloradisaurus là một chi khủng long, được Lambert mô tả khoa học năm 1983.